# Матанса (Колумбия)
Матанса (исп. Matanza) — город и муниципалитет в северо-восточной части Колумбии, на территории департамента Сантандер. Входит в состав провинции Сото-Норте.

## История
Поселение, из которого позднее вырос город, было основано доном Кристобалем де ла Торре-Лаго-и-Эславой 16 апреля 1749 года.

## Географическое положение

Муниципалитет Матанса

Город расположен в северо-восточной части департамента, в горной местности Восточной Кордильеры, на расстоянии приблизительно 22 километров к северо-востоку от города Букараманги, административного центра департамента. Абсолютная высота — 1588 метров над уровнем моря.
Муниципалитет Матанса граничит на севере с территорией муниципалитета Эль-Плайон, на северо-востоке и востоке — с муниципалитетом Сурата, на юго-востоке — с муниципалитетом Чарта, на юге — с муниципалитетом Букараманга, на юго-западе и западе — с муниципалитетом Рионегро. Площадь муниципалитета составляет 243,24 км².

## Население
По данным Национального административного департамента статистики Колумбии, совокупная численность населения города и муниципалитета в 2015 году составляла 5297 человек.
Динамика численности населения муниципалитета по годам:
| 2005 | 2006 | 2007 | 2008 | 2009 | 2010 | 2011 | 2012 | 2013 | 2014 | 2015 |
| ---- | ---- | ---- | ---- | ---- | ---- | ---- | ---- | ---- | ---- | ---- |
| 5840 | 5787 | 5738 | 5673 | 5620 | 5566 | 5509 | 5452 | 5413 | 5342 | 5297 |

Согласно данным переписи 2005 года мужчины составляли 53 % от населения Матансы, женщины — соответственно 47 %. В расовом отношении белые и метисы составляли 99,96 % от населения города; негры, мулаты и райсальцы — 0,04 %.
Уровень грамотности среди всего населения составлял 86,8 %.

## Экономика
Основу экономики Матансы составляет сельское хозяйство.
64,1 % от общего числа городских и муниципальных предприятий составляют предприятия торговой сферы, 25,2 % — предприятия сферы обслуживания, 5,8 % — промышленные предприятия, 4,9 % — предприятия иных отраслей экономики.